# Водна турбина
Водната турбина е въртяща се машина, която преобразува кинетичната енергия или енергията на налягането на водата в механична енергия. Предшественик на водната турбина е водното колело (познато още като воденично колело). Турбината заедно с електрическия генератор (или алтернатор) са главните съставни части на водните електроцентрали (ВЕЦ). Там генераторът преобразува механическата енергия в електрическа. Водните турбини обикновено работят при по-ниски обороти от газовите турбини и имат голям въртящ момент поради по-голямата площ на лопатките и плътността на водата.

## Видове водни турбини

### Според ориентацията на водния поток
- тангенциални
- радиални
- диагонални
- аксиални

### Според налягането
- турбини с постоянно налягане
- турбини под налягане

### Според разположението
- хоризонтални
- вертикални

### Според общата конструкция
- Пелтонова турбина
- Францисова турбина
- Капланова турбина
- Булб турбина
- Турбина на Банки
- Савониова турбина
- Турбина на Тесла
- Турбина на Турго
- Турбина на Жирард